# Вила Фалило (Ријети)
Вила Фалило је насеље у Италији у округу Ријети, региону Лацио.
Према процени из 2011. у насељу је живело 307 становника. Насеље се налази на надморској висини од 507 м.